# Hyalellopsis linevitschae
Hyalellopsis linevitschae is een vlokreeftensoort uit de familie van de Acanthogammaridae. De wetenschappelijke naam van de soort is voor het eerst geldig gepubliceerd in 2001 door Kamaltynov.